# Système d'unités de Planck
Pour les articles homonymes, voir Planck.
 (décembre 2017).
Si vous disposez d'ouvrages ou d'articles de référence ou si vous connaissez des sites web de qualité traitant du thème abordé ici, merci de compléter l'article en donnant les références utiles à sa vérifiabilité et en les liant à la section « Notes et références ».
En physique, le système d'unités de Planck est un système d'unités de mesure défini uniquement à partir de constantes physiques fondamentales. Il a été nommé en référence à Max Planck, qui l'introduisit (partiellement) à la fin de l'article présentant la constante qui porte à présent son nom, la constante de Planck.
C'est un système d'unités naturelles, dans le sens où une liste définie de constantes physiques fondamentales valent 1, lorsqu’elles sont exprimées dans ce système. Étant définies uniquement à partir de constantes physiques fondamentales, le choix de telles unités élimine l’arbitraire anthropocentrique associé au choix des unités fondamentales d'un système d’unités. Dans ce sens, il peut être considéré comme universel, et certains physiciens pensent que c'est le système d'unité qu'il faudrait utiliser pour tenter de communiquer avec une intelligence extraterrestre.

## Présentation générale

### Historique
Le concept d'unités naturelles a été introduit en 1881, lorsque George Stoney, notant que la charge électrique est quantifiée, a dérivé des unités de longueur, de temps et de masse, en normalisant à l'unité la constante gravitationnelle G, la vitesse de la lumière c, et la charge de l'électron. Ces unités sont à présent appelées unités Stoney en son honneur, mais ne sont pas utilisées en pratique.
Max Planck a fait pour la première fois la liste de ses unités naturelles (et en a donné des valeurs remarquablement proches de celles que nous utilisons aujourd’hui) en mai 1899 dans un article présenté à l’Académie des sciences de Prusse.
Au moment où il présenta ses unités, la mécanique quantique n’avait pas encore été découverte. Il n’avait pas encore découvert la théorie du rayonnement du corps noir (publiée pour la première fois en décembre 1900) dans laquelle la constante de Planck {\displaystyle h} fit sa première apparition et pour laquelle Planck obtint plus tard le prix Nobel. Les parties importantes de l'article de 1899 comportaient quelques confusions sur la manière dont il a réussi à trouver les unités de temps, longueur, masse, température, etc., que nous définissons aujourd’hui en utilisant la constante de Dirac {\displaystyle \hbar }, et à les motiver par des considérations de physique quantique avant que {\displaystyle \hbar } et la physique quantique ne soient connus. Voici une citation de l'article de 1899 qui donne une idée sur la manière dont Planck a considéré son ensemble d’unités :
« …ihre Bedeutung für alle Zeiten und für alle, auch außerirdische und außermenschliche Kulturen notwendig behalten und welche daher als »natürliche Maßeinheiten« bezeichnet werden können… »
« …Elles gardent nécessairement leur signification pour tous les temps et toutes les civilisations, mêmes extraterrestres et non humaines, et peuvent donc être désignées « unités naturelles »… »
Les valeurs numériques données par Planck dans son article fondateur étaient proches des valeurs actuellement admises.
Dans sa première publication, Planck n'avait considéré que les unités basées sur les constantes physiques G, ħ, c, et kB, ce qui conduit à des unités naturelles pour la masse, la longueur, le temps et la température, mais pas la charge électrique. Planck n'avait donc pas défini une unité associée à l'électromagnétisme. Dans la mesure où c'est la constante d'attraction gravitationnelle qui est normalisée à l'unité dans le système de Planck, une extension naturelle de ce système est de normaliser de même l'attraction électromagnétique entre deux charges élémentaires donnée par la loi de Coulomb, ce qui conduit à la valeur indiquée ci-dessous.

### Intérêt d'un système naturel
L'utilisation pratique de ce système d'unité est indissociable de sa convention de notation.
Tout système d'unités repose sur des unités fondamentales, qui portent le plus souvent un nom particulier : dans le système international d'unités, par exemple, l'unité de base pour la mesure des longueurs est le mètre. Dans le système d'unités de Planck, l'unité de longueur s'appelle simplement la longueur de Planck (lP), l'unité de temps est le temps de Planck (tP), et ainsi de suite (les variables recevant un indice "P" pour indiquer qu'elles représentent l'unité correspondante de Planck).
Ces unités sont définies à partir de cinq constantes fondamentales de la physique, de telle manière que ces constantes sont « éliminées » de certaines équations fondamentales de la physique lorsque toutes les grandeurs physiques sont exprimées en unités de Planck. Ainsi, prenons par exemple la loi universelle de la gravitation  formulée par Isaac Newton, F=G.m1m2/d2. Dès lors que l'on admet que cette loi est effectivement universelle, elle s'applique également —par hypothèse— aux valeurs des unités de Planck (et ceci, indépendamment de savoir si à ces échelles-là, cette loi est effectivement vérifiée physiquement, voire si elle y a un sens) :
{\displaystyle F_{P}=G{\frac {m_{P}m_{P}}{l_{P}^{2}}}} [M L T−2], et donc {\displaystyle G={\frac {F_{\text{P}}l_{\text{P}}^{2}}{m_{\text{P}}^{2}}}} [M−1 L3 T−2].
En remplaçant la constante fondamentale G par cette valeur, la loi universelle de la gravitation peut donc également s'écrire de la manière suivante :
{\displaystyle F=\left({\frac {F_{\text{P}}l_{\text{P}}^{2}}{m_{\text{P}}^{2}}}\right){\frac {m_{1}m_{2}}{d^{2}}}} [M L T−2], ou en regroupant les quantités de même nature : {\displaystyle \left({\frac {F}{F_{\text{P}}}}\right)={\frac {\left({\dfrac {m_{1}}{m_{\text{P}}}}\right)\left({\dfrac {m_{2}}{m_{\text{P}}}}\right)}{\left({\dfrac {d}{l_{\text{P}}}}\right)^{2}}}} [M0 L0 T0].
En terme d'analyse dimensionnelle, ces deux formes sont cohérentes, et également correctes dans n'importe quel système d'unité. Cependant, dans la seconde forme, (1) la constante G a été éliminée, et (2) la formule est sans dimension et ne comprend (entre parenthèses) que des grandeurs sans dimension, puisque le rapport entre deux quantités de même nature est toujours un nombre sans dimension.

### Convention de notation de Planck
Maintenant, si par une convention d'écriture on pose que dans toutes les formules, les grandeurs physiques seront notées par leur mesure physique exprimée en unité de Planck, on peut exprimer la seconde formule en remplaçant ces rapports sans dimensions par cette mesure. Autrement dit, par exemple, avec cette convention de notation cette même formule de la loi universelle de gravitation s'exprime sous la forme :
{\displaystyle F={\frac {m_{1}m_{2}}{d^{2}}}\ } [M0 L0 T0],
C'est-à-dire que formellement, la constante de gravitation {\displaystyle G=1} dans ce système de notation : c'est une constante qui vaut l'unité, et qui est sans dimension. Mais pour que cette dernière forme ait un sens valide, sans que la constante G ne soit mentionnée, il faut bien comprendre que ces quantités F, m1, m2 et d, et de même toute grandeur physique intervenant dans la formule « en unité de Planck », ne sont plus des grandeurs physiques mais sont aussi toujours des nombres sans dimension, représentant une mesure physique exprimée en unité de Planck. 
C'est pour cette raison que le système d'unités de Planck (de même que n'importe quel système d'unités naturelles) doit être employé avec précaution. Sur cette notation conduisant à écrire G = c = 1, Paul S. Wesson (en) faisait le commentaire que « mathématiquement parlant, c'est une convention de notation acceptable, qui simplifie l'écriture. Physiquement, en revanche, la notation représente une perte d'information, et peut induire à confusion ». En effet, par convention, toutes les valeurs intervenant sont sans dimension, il n'y a jamais aucune mention de l'unité de mesure, et par conséquent, l'analyse dimensionnelle ne peut plus mettre en évidence une éventuelle incohérence dimensionnelle.

## Système d'unité

### Constantes fondamentales normalisées
Les constantes fondamentales normalisées par le système sont les suivantes :
| Constante                          | Symbole | Dimension       | Valeur approchée, en système SI |
| ---------------------------------- | --- | --------------- | --- |
| Constante gravitationnelle         | G | M −1·L 3·T −2   | {\displaystyle \simeq 6{,}674\,30(15)\times 10^{-11}\;{\rm {m^{3}\cdot kg^{-1}\cdot s^{-2}}}}                                       |
| Constante de Planck réduite        | {\displaystyle \hbar } ({\displaystyle =h/2\pi }, où {\displaystyle h} est la constante de Planck)                       | M·L 2·T −1      | {\displaystyle =6{,}626\,070\,15/(2\pi )\times 10^{-34}\ {\rm {J\cdot s}}\simeq 1{,}054\ 571\ 817\times 10^{-34}\ {\rm {J\cdot s}}} |
| Vitesse de la lumière dans le vide | {\displaystyle c} | L·T −1          | {\displaystyle =2{,}997\,924\,58\times {10^{8}}\;{\rm {m\cdot s^{-1}}}}                                                             |
| Constante de Boltzmann             | {\displaystyle k_{B}} | M·L 2·T −2·Θ −1 | {\displaystyle =1{,}380\,649\times 10^{-23}\;{\rm {kg\cdot m^{2}\cdot s^{-2}\cdot K^{-1}}}}                                         |
| Constante de Coulomb               | {\displaystyle k_{C}={\frac {1}{4\pi \varepsilon _{0}}}} où {\displaystyle \varepsilon _{0}} est la permittivité du vide | M·L 3·T −4·I −2 | {\displaystyle \simeq 8,987\,551\,792\,3(14)\times 10^{9}\;{\rm {kg\cdot m^{3}\cdot s^{-2}\cdot C^{-2}}}}                           |

L’impédance de Planck est égale à l’impédance caractéristique du vide divisée par 4π : on a donc, en termes d’unités de Planck, {\displaystyle Z_{0}=4\pi Z_{\mathrm {P} }}. Le coefficient 4π vient du fait que c’est la constante {\displaystyle k_{\mathrm {C} }=1/(4\pi \varepsilon _{0})} de la loi de Coulomb qui est normalisée à 1, et non la permittivité du vide {\displaystyle \varepsilon _{0}}. Comme discuté plus bas, c’est une définition arbitraire, qui n’est peut-être pas optimale dans la perspective de définir le système d’unité physique le plus naturel possible comme le vise le système de Planck.

### Unités de base
À partir de ces cinq constantes de base, dont la valeur dans le système d'unité est posée « par définition » égale à l'unité, il est possible de redéfinir les cinq unités fondamentales d'un système d'unités. Les formules permettant de passer d'un système à l'autre découlent directement des équations aux dimensions correspondantes. Les « dimensions fondamentales » sont la masse M, la longueur L, le temps T, la température Θ et la charge électrique Q (plutôt, ici, que l'intensité électrique).
- [G] = M−1 L3 T−2
- [h] =  M L2 T−1
- [c] = L T−1
- [kB] = M L2 T−2 Θ−1
- [kC] = M L3 T−2 Q−2

Les unités de Planck sont alors ainsi définies :
| Nom                   | Dimension             | Formule | Valeur approchée (en unités du SI) |
| --------------------- | --------------------- | --- | ---------------------------------- |
| Longueur de Planck    | longueur (L)          | {\displaystyle l_{\mathrm {P} }={\sqrt {\frac {\hbar \,G}{c^{3}}}}}                                                                                | 1,616 × 10−35 m                    |
| Masse de Planck       | masse (M)             | {\displaystyle m_{\mathrm {P} }={\sqrt {\frac {\hbar \,c}{G}}}}                                                                                    | 2,177 × 10−8 kg                    |
| Temps de Planck       | temps (T)             | {\displaystyle t_{\mathrm {P} }={\frac {l_{\mathrm {P} }}{c}}={\sqrt {\frac {\hbar \,G}{c^{5}}}}}                                                  | 5,391 × 10−44 s                    |
| Température de Planck | température (Θ)       | {\displaystyle T_{\mathrm {P} }={\frac {m_{\mathrm {P} }c^{2}}{k_{\mathrm {B} }}}={\frac {1}{k_{\mathrm {B} }}}{\sqrt {\frac {\hbar \,c^{5}}{G}}}} | 1,416 833 139 × 1032 K             |
| Charge de Planck      | charge électrique (Q) | {\displaystyle q_{\mathrm {P} }={\sqrt {4\pi \varepsilon _{0}\,\hbar \,c}}}                                                                        | 1,875 × 10−18 C                    |

Inversement, les constantes de la physique peuvent être exprimées simplement en utilisant les unités de base de Planck :
- {\displaystyle c={\frac {l_{\mathrm {P} }}{t_{\mathrm {P} }}}}
- {\displaystyle \hbar ={\frac {m_{\mathrm {P} }\,l_{\mathrm {P} }^{2}}{t_{\mathrm {P} }}}}
- {\displaystyle G={\frac {l_{\mathrm {P} }^{3}}{m_{\mathrm {P} }\,t_{\mathrm {P} }^{2}}}}
- {\displaystyle \varepsilon _{0}={\frac {q_{\mathrm {P} }^{2}\,t_{\mathrm {P} }^{2}}{4\pi \,m_{\mathrm {P} }\,l_{\mathrm {P} }^{3}}}}
- {\displaystyle k_{\mathrm {B} }={\frac {m_{\mathrm {P} }\,l_{\mathrm {P} }^{2}}{t_{\mathrm {P} }^{2}\,T_{\mathrm {P} }}}}

La charge de Planck n’a pas été définie ni proposée à l’origine par Planck. C’est une unité de charge qui a été définie de la même manière que les autres unités de Planck et qui est utilisée par les physiciens dans certaines publications. La charge élémentaire est liée à la charge de Planck de la manière suivante :
{\displaystyle e={\sqrt {\alpha }}\ q_{\mathrm {P} }=0{,}085\,424\,543...\ q_{\mathrm {P} }}
où {\displaystyle \alpha } est la constante de structure fine :
{\displaystyle \alpha =\left({\frac {e}{q_{\mathrm {P} }}}\right)^{2}={\frac {e^{2}}{4\pi \varepsilon _{0}\,\hbar \,c}}={\frac {1}{137{,}035\,999\,11...}}}
La charge de Planck vaut donc sensiblement 11,7 fois la charge de l'électron.

### Unités dérivées
À partir des unités de base il est bien entendu possible de définir n'importe quelle unité physique. Les unités dérivées effectivement intéressantes sont celles qui auront une signification physique en termes de maximum ou minimum atteignable par une certaine entité.
| Nom                             | Dimension                            | Formule | Valeur approchée (en unités du SI) |
| ------------------------------- | ------------------------------------ | --- | ---------------------------------- |
| Force de Planck                 | force (M L T−2)                      | {\displaystyle F_{\mathrm {P} }={\frac {m_{\mathrm {P} }l_{\mathrm {P} }}{t_{\mathrm {P} }^{2}}}={\frac {c^{4}}{G}}}                       | 1,210 × 1044 N                     |
| Énergie de Planck               | énergie (M L2 T−2)                   | {\displaystyle E_{\mathrm {P} }=F_{\mathrm {P} }l_{\mathrm {P} }=c^{2}{\sqrt {\frac {\hbar \,c}{G}}}}                                      | 1019 GeV = 1,956 × 109 J           |
| Puissance de Planck             | puissance (M L2 T−3)                 | {\displaystyle P_{\mathrm {P} }={\frac {E_{\mathrm {P} }}{t_{\mathrm {P} }}}={\frac {c^{5}}{G}}}                                           | 3,629 × 1052 W                     |
| Quantité de mouvement de Planck | Quantité de mouvement (M L T−1)      | {\displaystyle p={\sqrt {\frac {\hbar \,c^{3}}{G}}}}                                                                                       | 6,5 N s                            |
| Densité de Planck               | masse volumique (M L−3)              | {\displaystyle \rho _{\mathrm {P} }={\frac {m_{\mathrm {P} }}{l_{\mathrm {P} }^{3}}}={\frac {c^{5}}{\hbar \,G^{2}}}}                       | 5,1 × 1096 kg/m3                   |
| Fréquence de Planck             | fréquence (T−1)                      | {\displaystyle \omega _{\mathrm {P} }={\frac {1}{t_{\mathrm {P} }}}={\sqrt {\frac {c^{5}}{\hbar \,G}}}}                                    | 1,855 × 1043 rad/s                 |
| Pression de Planck              | pression (M L−1 T−2)                 | {\displaystyle p_{\mathrm {P} }={\frac {F_{\mathrm {P} }}{l_{\mathrm {P} }^{2}}}={\frac {c^{7}}{\hbar \,G^{2}}}}                           | 4,635 × 10113 Pa                   |
| Courant de Planck               | courant électrique (Q T−1)           | {\displaystyle I_{\mathrm {P} }={\frac {q_{\mathrm {P} }}{t_{\mathrm {P} }}}={\sqrt {\frac {4\pi \varepsilon _{0}\,c^{6}}{G}}}}            | 3,479 × 1025 A                     |
| Tension de Planck               | tension (M L2 T−2 Q−1)               | {\displaystyle V_{\mathrm {P} }={\frac {E_{\mathrm {P} }}{q_{\mathrm {P} }}}={\sqrt {\frac {c^{4}}{4\pi \varepsilon _{0}\,G}}}}            | 1,043 2 × 1027 V                   |
| Impédance de Planck             | résistance électrique (M L2 T−1 Q−2) | {\displaystyle Z_{\mathrm {P} }={\frac {V_{\mathrm {P} }}{I_{\mathrm {P} }}}={\frac {1}{4\pi \varepsilon _{0}\,c}}={\frac {Z_{0}}{4\pi }}} | 2,998 6 × 101 Ω                    |
| Masse linéique de Planck        | (M L−1)                              | {\displaystyle \lambda ={\frac {m_{l}}{l_{\mathrm {P} }}}={\frac {c^{2}}{G}}}                                                              | 1,346 64 × 1027 kg/m               |
| Impédance mécanique de Planck   | (M T−1)                              | {\displaystyle D={\frac {m_{l}}{t_{\mathrm {P} }}}={\frac {c^{3}}{G}}}                                                                     | 4,037 11 × 1035 kg/s               |

La masse linéique de Planck est le rapport de la masse au rayon d'un trou noir de Schwarzschild, de compacité égale à un.

### Normalisations alternatives

#### Facteur 4π
Comme indiqué ci-dessus, les unités de Planck sont définies en « normalisant » à l'unité la valeur numérique de certaines constantes fondamentales. Cependant, le choix des constantes à normaliser n'est pas unique, et le choix habituellement présenté n'est pas nécessairement le meilleur. De plus, ces constantes fondamentales se retrouvent dans différentes équations de physiques parfois affectées d'une constante numérique différente, et il n'est pas évident de choisir celle des équations qui devra être ainsi simplifiée au détriment des autres.
Le facteur 4π, par exemple, est omniprésent en physique théorique, fondamentalement parce que dans un espace à trois dimensions la surface d'une sphère de rayon r est 4π.r2. C'est fondamentalement pour cette raison, et à cause des différentes lois de conservation du flux et du calcul de divergence appliqués à la densité de flux, que beaucoup de phénomènes physiques suivent une loi en carré inverse, comme la loi de Gauss ou la loi de l'attraction universelle. Le champ gravitationnel ou le champ électrique produit par une particule ponctuelle a une symétrie sphérique ; et le facteur 4π qui apparaît par exemple dans l'expression de la loi de Coulomb vient de ce que le flux d'un champ électrostatique est uniformément réparti sur la surface de la sphère, et que son intégrale sur la sphère (qui donne le flux total) se conserve quand le rayon de cette sphère varie — mais il en est fondamentalement de même pour le champ gravitationnel.
Dans la réduction des lois physiques correspondantes, la question devient alors de savoir s'il vaut mieux réduire l'attraction élémentaire physiquement perceptible (ce qui impose un facteur 4π dans l'expression du flux élémentaire créé par une particule), ou s'il faut réduire le flux élémentaire d'une particule (faisant apparaître un facteur 4π dans l'expression de la force associée).

#### Constante gravitationnelle et facteur 4π
Avant l'émergence de la relativité restreinte en 1905, la loi de l'attraction universelle telle que formulée par Isaac Newton était considérée comme exacte (au lieu de n'être qu'une approximation valable aux faibles vitesses et aux faibles champs de gravité), et la « constante universelle de gravitation » avait été historiquement définie par Newton sans considération particulière à des considérations de conservation de flux. Dans ce contexte, il était naturel que le choix de Planck, dans son article de 1899, ait été de normaliser cette constante G à l'unité. Mais dans les descriptions ultérieures de la gravité données par la relativité générale, qui apparaissent à présent plus fondamentales que les équations de l'attraction universelle, la constante gravitationnelle apparaît toujours dans les formules multipliées par 4π, ou par un petit multiple de ce nombre.
S'il fallait aujourd'hui normaliser cette constante dans un système naturel d'unités, le choix serait plutôt fait de simplifier ces équations plus fondamentales, quitte à faire apparaître un facteur 1/4π dans l'expression de l'attraction newtonienne. C'est ce même facteur qui apparaît dans la loi de Coulomb, quand elle est exprimée en termes de la permittivité du vide. Et, de fait, des normalisations alternatives en unités naturelles conservent ce facteur aussi bien dans l'expression de la gravitation que dans celle des lois de Coulomb, si bien que les équations de Maxwell en électromagnétisme et en gravitoélectromagnétisme prennent une forme similaire à celle de l'électromagnétisme dans le système SI, qui n'a pas ce facteur 4π.
En normalisant à l'unité la constante 4πG :
- le théorème de Gauss pour la gravitation se réduit à Φg = −M ;
- la formule de Bekenstein–Hawking donnant l'entropie d'un trou noir en fonction de sa masse mBH et de la surface ABH de son horizon se simplifie en SBH = πABH = (mBH)2, si ABH et mBH sont mesurées dans les unités de Planck alternatives décrites ci-après ;
- l'impédance caractéristique d'une onde gravitationnelle dans le vide, qui vaut 4πG/c, est égale à l'unité en unité réduite ;
- il n'y a plus de facteur 4π qui apparaisse dans les équations de gravitoélectromagnétisme applicables en champ gravitationnel faible ou dans un espace de Minkowski localement plat. Ces équations ont la même forme que les équations de Maxwell, où la densité de masse joue le rôle de la densité de charge, et où 1/4πG remplace ε0.

En normalisant plutôt la constante 8πG, on peut éliminer ce facteur de l'équation d'Einstein, de la formule d'action d'Einstein-Hilbert, des équations de Friedmann, et de l'équation de Poisson pour la gravitation. Ces unités de Planck, modifiées de manière que 8πG = 1, sont connues sous le nom de « unités de Planck réduites », parce que la masse de Planck réduite est divisée par √8π. En outre, les équations de Bekenstein–Hawking pour l'entropie d'un trou noir se simplifient en SBH = 2(mBH)2 = 2πABH.

#### Électromagnétisme et facteur 4π
Inversement, la définition usuelle des unités de Planck normalise à l'unité la constante de Coulomb 1/4πε0. Avec cette convention, l'impédance de Planck ZP vaut Z0/4π, où Z0 est l'impédance caractéristique du vide. Si au contraire c'est la permittivité du vide ε0 qui est normalisée à 1 :
- la constante magnétique µ0 = 1 (parce que c = 1 dans ce système naturel d'unités) ;
- l'impédance de Planck devient égale à l'impédance caractéristique du vide,  ZP = Z0 (ou en unités de Planck, l'impédance caractéristique du vide Z0 devient égale à 1) ;
- le facteur 4π est éliminé des équations de Maxwell ;
- le facteur ε0 est éliminé des formes réduites de la loi de Coulomb. Mais un facteur 4πr2 subsiste au dénominateur, parce que c'est la surface d'une sphère de rayon r.

#### Réduction de la constante de Boltzmann
Les unités de Planck normalisent à un la constante de Boltzmann kB, telle qu'elle a été définie par Ludwig Boltzmann en 1873. Si inversement on normalise la constante 1/2kB, le choix de l'équation physique simplifiée est changé :
- le facteur 2 apparaît dans la formule de Boltzmann réduite donnant l'entropie en fonction de la température ;
- inversement, le facteur 1/2 disparaît dans l'expression décrivant l'énergie thermique par particule et par degré de liberté.

À part la température de Planck qui est alors doublée, cette modification n'affecte aucune autre unité de base de Planck.

#### Normalisation de la charge élémentaire
La valeur de la constante (sans dimension) de structure fine est définie par la quantité de charge, mesurée en unités naturelles (charge de Planck), que les électrons, protons, et autres particules chargée ont effectivement, par rapport à la charge de Planck définie ci-dessus. On constate que la charge de Planck est de l'ordre de 11.7 fois celle de l'électron. Mais contrairement aux autres grandeurs physiques, la charge élémentaire apparaît comme une constante fixe pour la physique des particules, et la charge de Planck de son côté ne semble pas avoir de signification physique particulière.
Une autre convention possible pour le système de Planck est donc de retenir cette valeur de la charge élémentaire comme unité élémentaire de la charge électrique. Cette alternative présente un intérêt pour décrire la physique d'un trou noir.
Ces deux conventions susceptibles d'être adoptées pour la charge élémentaire diffèrent d'un facteur qui est la racine carrée de la constante de structure fine.

## Discussion physique

### Principales équations de la physique
La notation en unités de Planck ayant pour principal effet de réduire à l'unité les principales constantes fondamentales de la physique, les équations fondamentales se trouvent simplifiées et ne portent plus que sur les termes dont la mesure physique est importante. Pour cette raison, elles sont très populaires dans les recherches en gravité quantique.
Par exemple, la célèbre équation d’Einstein {\displaystyle E=mc^{2}} devient uniquement {\displaystyle E=m}, c’est-à-dire qu’un corps de masse 5 000 unités de masse de Planck aura une énergie intrinsèque de 5 000 unités d’énergie de Planck. Il faut bien se rappeler cependant que dans une telle équation, les quantités représentées ne sont plus des grandeurs physiques elles-mêmes, mais les nombres correspondant à leur mesure physique en unité de Planck. L'équation n'exprime pas que la masse d'une particule est identique à une énergie, mais bien que la mesure de cette masse a la même valeur que la mesure de son énergie (lorsque les deux sont exprimées en unités de Planck).
| Nom                                                         | Forme usuelle | Forme en unités de Planck |
| ----------------------------------------------------------- | --- | --- |
| Loi universelle de la gravitation de Newton                 | {\displaystyle F=-G{\frac {m_{1}m_{2}}{r^{2}}}} | {\displaystyle F=-{\frac {m_{1}m_{2}}{r^{2}}}} |
| Équation d'Einstein (Relativité générale)                   | {\displaystyle G_{\mu \nu }=8\pi {\frac {G}{c^{4}}}T_{\mu \nu }} | {\displaystyle G_{\mu \nu }=8\pi T_{\mu \nu }} |
| Formule Masse-Énergie d’Einstein                            | {\displaystyle E=mc^{2}} | {\displaystyle E=m} |
| Formule de l'entropie de Boltzmann                          | {\displaystyle S=k_{B}\ln \Omega } | {\displaystyle S=\ln \Omega } |
| Énergie d’un photon ou d’une particule de pulsation ω       | {\displaystyle E=\hbar \omega } | {\displaystyle E=\omega } |
| Loi de Planck                                               | {\displaystyle I(\omega ,T)={\frac {\hbar \omega ^{3}}{4\pi ^{3}c^{2}}}~{\frac {1}{e^{\frac {\hbar \omega }{k_{B}T}}-1}}} | {\displaystyle I(\omega ,T)={\frac {\omega ^{3}}{4\pi ^{3}}}~{\frac {1}{e^{\omega /T}-1}}} |
| Constante de Stefan-Boltzmann                               | {\displaystyle \sigma ={\frac {\pi ^{2}k_{B}^{4}}{60\hbar ^{3}c^{2}}}} | {\displaystyle \sigma ={\frac {\pi ^{2}}{60}}} |
| Formule de Bekenstein-Hawking de l'entropie des trous noirs | {\displaystyle S_{BH}={\frac {A_{BH}k_{B}c^{3}}{4G\hbar }}={\frac {2\pi m_{BH}^{2}k_{B}G}{\hbar c}}} | {\displaystyle S_{BH}={\frac {A_{BH}}{4}}=4\pi m_{BH}^{2}} |
| Équation de Schrödinger                                     | {\displaystyle -{\frac {\hbar ^{2}}{2m}}\nabla ^{2}\psi (\mathbf {r} ,t)+V(\mathbf {r} )\psi (\mathbf {r} ,t)=i\hbar {\dot {\psi }}(\mathbf {r} ,t)} | {\displaystyle -{\frac {1}{2m}}\nabla ^{2}\psi (\mathbf {r} ,t)+V(\mathbf {r} )\psi (\mathbf {r} ,t)=i{\dot {\psi }}(\mathbf {r} ,t)} |
| Loi de Coulomb                                              | {\displaystyle F={\frac {1}{4\pi \varepsilon _{0}}}{\frac {q_{1}q_{2}}{r^{2}}}} | {\displaystyle F={\frac {q_{1}q_{2}}{r^{2}}}} |
| Équations de Maxwell                                        | {\displaystyle {\vec {\nabla }}\cdot {\vec {E}}={\frac {\rho }{\varepsilon _{0}}}} {\displaystyle {\vec {\nabla }}\cdot {\vec {B}}=0} {\displaystyle {\vec {\nabla }}\wedge {\vec {E}}=-{\frac {\partial {\vec {B}}}{\partial t}}} {\displaystyle {\vec {\nabla }}\wedge {\vec {B}}=\mu _{0}{\vec {j}}+\mu _{0}\varepsilon _{0}{\frac {\partial {\vec {E}}}{\partial t}}} | {\displaystyle {\vec {\nabla }}\cdot {\vec {E}}=4\pi \rho } {\displaystyle {\vec {\nabla }}\cdot {\vec {B}}=0} {\displaystyle {\vec {\nabla }}\wedge {\vec {E}}=-{\frac {\partial {\vec {B}}}{\partial t}}} {\displaystyle {\vec {\nabla }}\wedge {\vec {B}}=4\pi {\vec {j}}+{\frac {\partial {\vec {E}}}{\partial t}}} |
| Principe d'incertitude                                      | {\displaystyle \sigma _{x}\sigma _{p}\geq {\frac {\hbar }{2}}} | {\displaystyle \sigma _{x}\sigma _{p}\geq {\frac {1}{2}}} |

### Signification physique
La longueur de Planck a le caractère d'une limite absolue dans l'échelle de longueur. En effet, les relations d'incertitude de Heisenberg impliquent que pour « tracer des graduations » à l'échelle de la longueur de Planck, afin de les comparer aux longueurs à mesurer, il faudrait mobiliser une densité d'énergie de l'ordre de la densité de Planck, c'est-à-dire y consacrer asymptotiquement la masse de l'Univers. De ce fait, c'est la limite pratique d'une mesure de longueur, lorsque l'énergie qui y est consacrée augmente indéfiniment. Les deux échelles étant liées par la vitesse de la lumière, le temps de Planck sera de même la limite pratique indépassable de l'échelle de temps, en dessous de laquelle une mesure n'a plus de sens.
De même : si un objet « ponctuel » — dont l'extension spatiale est de l'ordre de la longueur de Planck — a une masse égale à la masse de Planck, sa compacité est celle d'un trou noir de Schwarzschild. Une masse plus grande conduirait à mesurer un diamètre supérieur du trou noir, et donc dans ce sens, la masse de Planck apparaît comme une limite naturelle pour la masse d'une « particule élémentaire ». Plus généralement, les unités de Planck peuvent souvent être interprétées comme des limites absolues d'une mesure, ou de la mesure associée à une particule élémentaire.
En 1955, John Wheeler a proposé l'idée que l'espace-temps est très chaotique à l'échelle de la longueur de Planck. Il a proposé que, à mesure que l'échelle de temps et de longueur se rapproche du temps de Planck et de la longueur de Planck, les fluctuations d'énergie dans l'espace-temps augmentent. Ces fluctuations à la plus petite échelle possible font que l'espace-temps s'écarte de sa caractéristique macroscopique lisse. Il a proposé le terme « mousse quantique » pour décrire l'espace-temps à cette plus petite échelle.
Dans une autre approche, avec la théorie de la relativité d'échelle, proposée par Laurent Nottale, la longueur de Planck correspond à une limite objective : c'est celle au-delà de laquelle deux points sont indiscernables, parce que les lois habituelles d'addition et division des distances n'y sont plus valables :

« Cette échelle de longueur et de temps, qu’on peut identifier à l’échelle de Planck, est indépassable vers les plus petites résolutions, au sens où celles-ci n’existent  plus. Il ne s’agit pas là d’un « mur », d’un  « cutoff » ou d’une quantification : la nature de cette échelle se rapproche plus de celle d’un « horizon », conséquence de la forme nouvelle prise par la loi des contractions successives : 2 fois 3 ne font plus 6 ! (de  la  même  manière que 2 + 2 ne fait plus 4 en relativité du mouvement). L’échelle d’énergie-impulsion diverge maintenant quand les résolutions tendent vers l’échelle de Planck, et non plus vers le point zéro. »

Le fait que l'on ne puisse plus mesurer quoi que ce soit au-delà de cette limite ne signifie pas nécessairement que l'espace et le temps changent effectivement de nature à cette échelle : l'espace-temps peut mathématiquement toujours être prolongé jusqu'aux mesures nulles. Mais en revanche, il n'est pas nécessaire que ce prolongement mathématique décrive la réalité physique, et d'autres théories alternatives sont alors envisageables, au-delà de ce qui apparaît comme un mur pour la mesure objective.
C'est donc à la frontière des unités de Planck que vont se rencontrer les prémisses des concepts de la physique extrême : théorie des cordes, mousse quantique, dont les propriétés à ces échelles (essentiellement non mesurables) auraient pour effet macroscopique de structurer l'espace aux échelles accessibles par les moyens de la physique. Ainsi, la théorie des cordes considère des cordelettes vibrantes d'une taille minimale égale à la longueur de Planck, qui ont une énergie de vibration qui augmente par incrément entiers de l'énergie de Planck.

### Utilisation pratique

#### «Vraies valeurs» des unités
Les unités de Planck reflètent donc souvent une valeur limite. Ainsi, par exemple, la vitesse de Planck est définie comme la longueur de Planck divisée par le temps de Planck, et vaut exactement (par définition) la vitesse de la lumière. Mais la normalisation retenue par Planck n'est pas nécessairement optimale, et d'autres choix auraient conduit à d'autres valeurs pour ces unités, du même ordre de grandeur mais non identiques.
La valeur extrémale exacte pour chaque observable dans la nature est obtenue lorsque dans toutes les quantités de Planck :
- G est remplacé par 4G ;
- et {\displaystyle 4\pi \epsilon _{0}} par {\displaystyle 4\pi \epsilon _{0}\alpha }.

Dans ce cas, les « unités de Planck normalisées » s'en déduisent directement suivant les mêmes formules :
- {\displaystyle m_{Pn}=} 1,088 24 × 10−8 kg au lieu de {\displaystyle m_{P}=} 2,177 × 10−8 kg ;
- {\displaystyle l_{Pn}=} 3,232 46 × 10−35 m au lieu de {\displaystyle l_{P}=}1,616 × 10−35 m ;
- {\displaystyle t_{Pn}=} 1,078 23 × 10−43 s au lieu de {\displaystyle t_{P}=} 5,391 × 10−44 s ;
- {\displaystyle q_{Pn}=} 1,602 × 10−19 C (charge de l'électron) au lieu de {\displaystyle q_{P}=}1,875 × 10−18 C.
- {\displaystyle \Theta _{Pn}=} 7,084 04 × 1031 K au lieu de {\displaystyle \Theta _{P}=}1,417 × 1032 K.

Les « limites » que ces unités décrivent doivent donc être comprises comme des ordres de grandeur, et non comme des valeurs exactes.

#### Utilisation quotidienne
Comme indiqué ci-dessus, les unités de Planck peuvent souvent être interprétées comme des limites absolues d'une mesure. Mais, de ce fait, la plupart des unités de Planck sont soit trop petites, soit trop grandes pour être utilisables en pratique dans les calculs de physique courante, et elles imposeraient de transporter des puissances de 10 élevées dans les calculs. 
Certaines de ces unités sont cependant des ordres de grandeur accessibles à l'expérience quotidienne, pour des unités extensives. Ainsi, par exemple :
- la masse de Planck vaut approximativement 22 microgrammes ;
- la quantité de mouvement de Planck vaut approximativement 6,5 kg⋅m/s ;
- l'énergie de Planck est proche de 500 kWh ;
- la charge de Planck vaut approximativement 11,7 charge élémentaires ;
- l'impédance de Planck est proche de 30 ohms.

Ces unités extensives sont en effet proportionnelles à la quantité de matière considérée ; et quand cette quantité de matière contient un nombre macroscopique de particules, les valeurs ramenées à une particule élémentaire sont donc très éloignées de ces valeurs de Planck. En revanche, ces mêmes quantités peuvent continuer à apparaître comme le maximum atteignable par une particule ponctuelle ou élémentaire.
La longueur d'onde de de Broglie d'un homme en promenade digestive (m = 80 kg, v = 0,5 m/s) vaut sensiblement la longueur de Planck, si bien que la quantité de mouvement correspondante (qui vaut 2π fois la quantité de mouvement de Planck) est parfois appelée la « promenade de Planck ».

#### Incertitudes sur les valeurs
Les unités de Planck souffrent aussi des incertitudes dans la mesure de certaines constantes sur lesquelles elles sont basées.
Il n'y a pas d'incertitude sur la vitesse de la lumière avec les définitions modernes du système international d'unités, parce que l'unité de longueur est définie comme la longueur parcourue dans le vide par la lumière en 1/299792458 de seconde, donc la valeur de c est exacte par définition et n'introduit aucune incertitude dans la valeur des unités de Planck. Il en est de même pour la permittivité du vide ε0, à cause de la définition de l'ampère qui fixe par définition la perméabilité du vide à
μ0 = 4π × 10−7 H m−1, et de la relation μ0ε0 = 1/c2 entre ces deux constantes. La valeur expérimentale de la constante de Planck réduite, ħ, a été déterminée avec une incertitude relative de 6,1 × 10−9 (depuis le 20 mai 2019, à la suite de la décision de la CGPM du 16 novembre 2018, la constante de Planck a été définie comme valant exactement 6,626 070 15 × 10−34 J s, donc exacte à huit décimales, et par là la constante de Planck réduite 1,054 571 817 × 10−34 J s, approchée à neuf décimales). Il en est de même pour la constante de Boltzmann, kB, qui est égale à 1,380 649 × 10−23 J/K (valeur exacte à six décimales).
En revanche, l'incertitude relative sur la constante gravitationnelle G est beaucoup plus importante, de 2,2 × 10−5. La valeur de G se retrouve dans pratiquement toutes les unités de Planck, et toutes les incertitudes sur les valeurs de ces unités exprimées en unité SI découlent de cette incertitude sur G. Cette constante apparaît avec un exposant de ±1/2 dans toutes les unités de base à l'exception de la charge de Planck, et donc, l'incertitude sur les unités de Planck est sensiblement la moitié de celle sur G, soit 1,1 × 10−5.

### Intérêt en physique théorique
Ces unités naturelles peuvent aider les physiciens à recadrer certaines questions. Frank Wilczek l’explique ainsi :

« Nous voyons que la question [posée] n’est pas « Pourquoi la gravité est-elle si faible ? » mais plutôt « Pourquoi la masse du proton est-elle si petite ? » En effet, en unités naturelles (de Planck), la force de la gravité est simplement ce qu’elle est, une grandeur fondamentale, alors que la masse du proton est le nombre minuscule de 1 divisé par 13 milliards de milliards. »

La force de la gravité est simplement ce qu’elle est et la force électromagnétique est simplement ce qu’elle est. La force électromagnétique agit sur une quantité (la charge électrique) différente de la gravité (qui agit sur la masse), et ainsi on ne peut pas la comparer directement à la gravité. Considérer la gravité comme une force extrêmement faible est, du point de vue des unités naturelles, comme comparer des pommes et des oranges. S’il est vrai que la force électrostatique répulsive entre deux protons (seuls dans le vide) est très largement plus grande que l’attraction gravitationnelle entre les deux mêmes protons, c’est parce que la charge des protons est à peu de chose près une unité naturelle de charge, alors que la masse des protons est très inférieure à l’unité naturelle de masse.

### Cosmologie théorique
Ces puissances de dix élevées n'interviennent plus à l’échelle des constantes de Planck (en durée, longueur, densité ou température). De ce fait, elles sont bien adaptées pour discourir sur la physique extrême, mais, faute de données expérimentales, il s'agit plus d'un discours de cosmogonie que d'une cosmologie au sens scientifique et observable du terme.
Dans la cosmogonie du Big Bang, l'ère de Planck fait ainsi référence aux tout premiers instants de l'Univers, lorsque son âge était de l'ordre du temps de Planck, soit 10−43 secondes. Mais il n'y a à ce jour aucune théorie physique capable de décrire un intervalle de temps aussi petit, et il n'est même pas sûr que la notion même de temps ait encore un sens pour des valeurs aussi petites. Après cette ère primordiale d'une densité et d'une température extrêmes, vient l'ère de grande unification, Graal de la physique extrême, où la théorie du tout place hypothétiquement la grande unification entre les forces du modèle standard. À ces échelles extrêmes, il faut considérer (au moins) à la fois les effets de la mécanique quantique et ceux de la relativité générale, et cela nécessite (au moins) une théorie de la gravité quantique, qui n’existe pas encore à ce jour. Comme dans toute bonne cosmogonie, la limite de cet « âge d'or » est ensuite marquée par une chute, une brisure de symétrie, lorsque les forces de gravitation se découplent des trois autres forces. Cette ère est ensuite suivie d'une hypothétique ère de l'inflation, prenant place vers  10−32 seconde (soit approximativement 1010 tP), explication ad hoc qui semble nécessaire pour expliquer l'homogénéité apparente de l'Univers — mais dont personne ne sait réellement à quoi elle peut être due.
Par rapport aux unités de Planck, l'Univers actuel paraît au contraire démesuré, comme le montrent les valeurs approximatives suivantes, :
| Propriété observée de l'Univers actuel  | Valeur approximative en unités de Planck | Valeur en unité habituelle.                                                                                               |
| --------------------------------------- | ---------------------------------------- | --- |
| Âge de l'Univers                        | Tu = 8,08 × 1060 tP                      | 4,35 × 1017 s, ou 13,8 × 109 années                                                                                       |
| Diamètre de l'Univers observable        | Ru = 54 × 1060 lP                        | 9,2 × 1010 années-lumière = 8,7 × 1026 m                                                                                  |
| Masse de l'univers observable           | Mu ~ 1060 mP                             | 3 × 1052 kg ou 1,5 × 1022 masse solaire (en ne comptant que les étoiles) 1080 protons (connu comme le Nombre d'Eddington) |
| Température du fond diffus cosmologique | 1,9 × 10−32 TP                           | 2,725 K |
| Constante cosmologique                  | Λ = 2,9 × 10−122 lP−2                    | 1,1 × 10−52 m−2 |
| « Constante » de Hubble                 | 1,18 × 10−61 tP1                         | 67,8 (km/s)/Mpc |

L'ordre de grandeur de 1060 est récurrent dans ce tableau, ce qui a intrigué quelques théoriciens et a conduit à formuler l'hypothèse des grands nombres de Dirac. La principale coïncidence est que la « constante cosmologique » Λ est de l'ordre de c-2Tu−2, qui est de toute évidence une quantité variant avec le temps, suggérant que des « constantes » comme Λ puissent en réalité varier dans le temps, ce qui est naturellement une cosmologie non standard. Barrow et Shaw (2011) ont ainsi proposé une théorie pour laquelle Λ est un champ évoluant de telle manière que sa valeur reste de l'ordre de Λ ~ c-2Tu−2 tout au long de l'histoire de l'Univers.